# Antonella Morea
Antonella Morea, all'anagrafe Antonietta (Napoli, 16 maggio 1956), è un'attrice, cantante e regista teatrale italiana.

## Biografia
La madre Assunta Carosone era cugina del celebre cantante napoletano Renato Carosone, mentre Antonella Morea è sorella della scrittrice napoletana Delia Morea, esordì in teatro con Tupeapò nel 1976, a fianco di Franco Acampora, Maria Di Maio e Gennarino Palumbo, nello spettacolo c’era anche l’attrice Vera Matania, cugina di Clelia Matania. Durante una di queste rappresentazioni, fu notata da Clelia, che la incoraggiò a fare il provino per La Gatta Cenerentola. Impressionato dal suo talento, Roberto De Simone la scritturò subito per il ruolo dell'Invidia della Lavandaia in La Gatta Cenerentola. Questo segnò l'inizio di un lungo e fruttuoso sodalizio con il maestro Roberto De Simone.
Nell'estate del 1976, al teatro Cilea di Napoli recita in O juorno ‘e San Michele con Aldo Giuffré e Ida Di Benedetto, con la regia di Mico Galdieri. Nell'estate del 1977 è in scena con la ruffiana Bevilona in La Buffa Historia di Capitan Fracassa, per la regia di Mico Galdieri con le musiche di Roberto De Simone.
Partecipa allo sceneggiato televisivo Rai Storie della camorra, regia Paolo Gazzara, trasmesso nella primavera 1978.
Nel 1986 prende parte ai suoi primi film, Il camorrista, diretto Giuseppe Tornatore e Ternosecco, diretto e interpretato da Giancarlo Giannini. Ha collaborato strettamente con il poliedrico artista Riccardo Pazzaglia, dopo averla vista diverse volte in "La Gatta Cenerentola" a Roma, Pazzaglia la invita a interpretare i dodici personaggi del suo romanzo Partenopeo in esilio (1986) e poi Il brodo primordiale (1989), entrambe trasposizioni teatrali dei suoi romanzi omonimi. Lo spettacolo Brodo primordiale fu rappresentato per due stagioni (1989 e 1990) con Riccardo Pazzaglia, Clelia Rondinella, Antonella Stefanucci, Walter Corda. Nel 1987 per la regia di Manlio Santanelli, prende parte alla commedia Bellavita Carolina con Isa Danieli.
Gli anni novanta proseguono con altri spettacoli per la regia di Roberto De Simone, L'ammalato per apprensione(1990) da Molière e Il Canto de li cunti (1990) con debutto al Teatro Valle di Roma e ne Il drago (1991) e L'idolo cinese (1991), una rara opera lirica di Paisiello. E poi, con la regia di Mario Scarpetta, in Na Santarella (1991).
Nel 1993 lavora per la prima volta con il drammaturgo Fortunato Calvino in Geltrude, in scena al festival Città Spettacolo di Benevento. Seguono Le tarantelle del rimorso (1993), regia di Roberto De Simone, Novecento Napoletano (1994), regia di Bruno Garofalo e Delizie e misteri napoletani (1995), regia di A. Pugliese.
Nel 1996 Carlo Giuffré la scrittura in due commedie, Non ti pago e La fortuna con l'effe maiuscola. Nel 1998 con Tato Russo è nella commedia So' muorto e m'hanno fatto turnà a nascere, per la regia di Zeno Graig e, ancora, Nella città, l'inferno per la regia di Francesco Tavassi, tratto dall'omonimo film diretto da Renato Castellani. Vince il Premio Provincia di Savona per il suo ruolo in Nella città, l'inferno.
Giuseppe Patroni Griffi, scrive e mette in scena nel 1999 la pièce Tragedia reale al festival di Benevento Città Spettacolo. Registra e va in onda su Rai 2 La gatta Cenerentola per la regia di Roberto De Simone e Rita Ortese De Stefano.
Nel 2000 affronta per la prima volta un monologo, Anna Cappelli, per la regia di Fortunato Calvino e con questo spettacolo farà, negli anni a seguire, più di duecentocinquanta repliche con grande successo. E con il drammaturgo Calvino iniziano anni di collaborazioni, che continuano ancora oggi. Sono di questi anni Passioni e Spine (2001) e Le figlie di King Kong (2001), messa in scena al Goethe Institut di Napoli.
Lavora nel terzo film di Vincenzo Salemme A ruota libera (2000) nei panni di Teresa Pecorella; nel 2001 recita nel film Ribelli per caso, regia di Vincenzo Terracciano e nel 2002 in altri tre film, Volesse il cielo!, per la regia di Vincenzo Salemme, N'gopp - Lasciatemi sognare, esordio cinematografico di Pablo Dammicco e nel film Il piacere di piacere, per la regia di Luca Verdone. Nel 2003 recita nel film Il paradiso all'improvviso, per la regia di Leonardo Pieraccioni.
Nel 2005, per la regia di Renato Carpentieri, recita nella parte di Lima e della balia, nella commedia La tabernaria di Giambattista Della Porta; per la regia di Giuseppe Miale di Mauro è nella commedia Quattro, sulla morte per errore della quattordicenne Annalisa Durante che ha segnato profondamente il popolo napoletano.
A febbraio 2005 interpreta La donna in nero, dall'omonimo romanzo di Susan Hill per la regia di Annamaria Russo e Ciro Sabatino.
Sempre nel 2005 è Donna Giulia Piscicelli in Socrate immaginario, opera lirica di Giovanni Paisiello, revisione musicale e riscrittura drammaturgica di Roberto De Simone, rappresentata sia al San Carlo di Napoli che alla Scala di Milano. Prende parte al musical di ToledoStrasse (2005), opera in musica di Paolo Coletta.
Per alcune stagioni, dal 2006 al 2008, recita accanto a Luca De Filippo nella commedia Le voci di dentro di Eduardo, per la regia di Francesco Rosi, e anche nelle stagioni successive; dal 2008 al 2010 è nella compagnia di De Filippo nel brillante ruolo di Rosalia Solimene in Filumena Marturano, sempre per la regia di Rosi.
Con il ruolo di Dianella recita nello spettacolo Lo Vommaro a duello (2008) di Roberto De Simone in scena al Mercadante nell'ambito del Napoli Teatro Festival Italia e anche l'anno dopo è al festival con lo spettacolo San Gennaro Superstar (2009) di Mariano Bauduin e Mimmo Napolitano.
Nel 2009 esce il suo disco da solista, Anema d' 'o munno, un CD di dodici tracce.
Nel 2010 lavora nella terza stagione di Capri, fiction di successo trasmessa su Rai 1.
Nel 2011 interpreta un personaggio in Il teatro in cucina: ragù per la regia di Giancarlo Cosentino e ritorna a lavorare con Vincenzo Salemme nella commedia Astice al veleno.
Nel 2012 è diretta da Agostino Chiummariello nella commedia teatrale Metamorpho di Michele Danubio. Per lo spettacolo Museo delle Utopie (2012) di Pietro Favari registra la sua voce per l'installazione di arte moderna di Giuseppe Sollazzo Migliora te stesso per migliorare il mondo, ovvero Giaculatoria del teatrante che racconta le vicissitudini dell’attore.
Interpreta Felicella Frungillo, infermiera per un boss italo americano, costretta a cantare per lui le canzoni napoletane in Canta o sparo (2013) di Manlio Santanelli, per la regia di Fabio Cocifoglia, elaborazioni musicali a cura di Paolo Coletta.
Nel 2018 interpreta Mrs Brill, la cuoca brontolona, in Mary Poppins il Musical, andato in scena a Milano al Teatro Nazionale CheBanca! Per la regia di Federico Bellone.
Nel 2020 esce Il Manuale del Fuorisede (Panini Comics, pp. 200, euro 12) di Casa Surace, edito da Panini Comics, con le illustrazioni di Carlo Cid Lauro e Giulia Zucca, alcune tavole nel libro richiamano la figura della Mamma di Casa Surace cui Antonella è la protagonista.
Nel 2021 recita nella commedia di Maurizio De Giovanni, per la regia di Alessandro Gassman Il Silenzio Grande

## Teatro
- 1976 Tupeapò, regia di Lucio Beffi
- 1976 La gatta Cenerentola, regia di Roberto De Simone
- 1976 O juorno 'e San Michele, regia di Mico Galdieri
- 1977 La buffa historia di Capitan Fracassa, regia di Mico Galdieri
- 1977 Notà Pettolone, regia di A. Giuffrè
- 1979 Festa di Piedigrotta, regia di Roberto De Simone
- 1980 L'opera buffa del giovedì Santo, regia di Roberto De Simone
- 1980 Miseria e nobiltà, regia di M. Scarpetta
- 1981 Eden teatro, regia di Roberto De Simone
- 1984 Casina, regia di Renato Rascel
- 1985 Messa di Requiem in memoria di P.P.Pasolini, regia di Roberto De Simone
- 1986 Partenopeo in esilio, regia di R. Pazzaglia
- 1987 Bellavita Carolina, regia di Manlio Santanelli
- 1988 Le 99 disgrazie di Pulcinella, regia di Roberto De Simone
- 1988 Cantata per Masaniello con il gruppo cileno "Inti-Illimani" regia di Roberto De Simone
- 1988 La gatta Cenerentola versione lirica, regia di Roberto De Simone
- 1989 Il brodo primordiale, regia di Riccardo Pazzaglia
- 1990 L'ammalato per apprensione, regia di Roberto De Simone
- 1990 Il canto de li cunti, regia di Roberto De Simone
- 1991 Na santarella, regia di M. Scarpetta
- 1991 Il drago, regia di Roberto De Simone
- 1991 L'idolo cinese, opera lirica di Paisiello, regia di Roberto De Simone
- 1993 Geltrude, regia di Fortunato Calvino
- 1993 Napoli milionaria, regia di G. Patroni Griffi
- 1993 Le tarantelle del rimorso, regia di Roberto De Simone
- 1994 Sabato, domenica e lunedì, regia di Giuseppe Patroni Griffi
- 1994 Novecento napoletano, regia di Bruno Garofalo
- 1995 Delizie e misteri napoletani, regia di A. Pugliese
- 1996 Non ti pago, regia di Carlo Giuffrè
- 1996 La fortuna con l'effe maiuscola, regia di Carlo Giuffrè
- 1996 Le mille e una notte, regia di Maurizio Scaparro
- 1996 Femmine, regia di Leopoldo Mastelloni
- 1997 Premiata pasticceria Bellavista, regia di Vincenzo Salemme
- 1997 La congiura dei Baccher, regia di Riccardo Reim
- 1998 Interno di un convento, regia di Lucia Ragni
- 1998 So' muorto e m'hanno fatto turnà a nascere, regia di Zeno Graig
- 1998 Nella città, l'inferno, regia di Francesco Tavassi
- 1999 Cravattari, regia di Fortunato Calvino
- 1999 Una tragedia reale, regia di G. Patroni Griffi
- 2000 Anna Cappelli, regia di Fortunato Calvino
- 2000 Elvira Donnarumma, regia di Gigi Savoia
- 2000 L'ultimo scugnizzo, regia di Tato Russo
- 2001 Passioni e spine, regia di Fortunato Calvino
- 2001 Le figlie di King Kong, regia di Fortunato Calvino
- 2002 Malacarne, regia di Carlo Cerciello
- 2003 Girotondo di A.Schnitzler, regia di Carlo Cerciello
- 2003 Guappo di cartone, regia di C. Cerciello
- 2004 Bye bye Batman, regia Rosario Del Duca
- 2004 Italietta, regia di Carlo Cerciello
- 2005 La tabernaria, regia di Renato Carpentieri
- 2005 Quattro, regia di Giuseppe Miale di Mauro
- 2005 Il Socrate immaginario, regia di Roberto De Simone
- 2005 ToledoStrasse, regia di Paolo Coletta
- 2005 La donna in nero, regia di Annamaria Russo e Ciro Sabatino
- 2006 Era de maggio, regia di Roberto De Simone
- 2006 Giulietta e Romeo, regia di Maurizio Panici con Martina Stella
- 2006 Le voci di dentro, regia Francesco Rosi
- 2008 Lo Vommaro a duello, regia di Roberto De Simone
- 2008 Filumena Marturano, regia di Francesco Rosi
- 2009 San Gennaro Superstar, regia di Mariano Bauduin e Mimmo Napolitano
- 2009 Madre Luna, regia di Fortunato Calvino
- 2011 Marechiaro, waiting for the moon, regia di Mariano Bauduin
- 2011 Teatro in cucina: ragù, regia di Giancarlo Cosentino
- 2011 Astice al veleno, regia di Vincenzo Salemme
- 2012 Metamorpho, regia di Agostino Chiummariello
- 2012 Museo delle utopie, regia di Giuseppe Sollazzo
- 2013 Il maestro di cappella dei mendicanti, regia di Mariano Bauduin
- 2013 Polvere ritorneremo, regia Roberto Nicorelli
- 2013 Canta o sparo, regia Fabio Cocifoglia
- 2013 L'inCanto di Partenope 2, regia di Gianmarco Cesario
- 2013 Io la canto così, regia di Fabio Cocifoglia
- 2014 Come un Cenerentolo, regia di Claudio Insegno
- 2014 I mille pagliacci di Eduardo, regia di Mariano Bauduin
- 2014 Per oggi non si cade, regia di Fabio Cocifoglia
- 2014 Cleopatra d’‘e Funtanelle, regia di Fortunato Calvino
- 2014 A sud, secondo movimento, regia di Gigi Di Luca
- 2015 Rituccia, regia di Fortunato Calvino
- 2015 Voce di donna, regia di Fortunato Calvino
- 2015 Ce pensa mammà, regia di Oscarino Di Maio
- 2015 L'isola disabitata, regia di Mariano Bauduin
- 2015 La cantata dei pastori nel presepe napoletano, regia di Mariano Bauduin
- 2016 Allora sono cretina, di Barbara Napolitano, regia di Peppe Miale
- 2016 A Rota, regia di Ramona Tripodi
- 2016 Like a Rainbow, regia di Roberto Tripodi
- 2016 Mamma, piccole tragedie minimali, regia di Gerardo D'Andrea
- 2016 Donne In Canto
- 2016 Antonella Morea racconta Riccardo Pazzaglia
- 2016 Passage through the world, regia di Shirin Neshat
- 2016 Canti e leggende di Natale. Concerto natalizio
- 2017 Miserere cantare la passione, regia di Carlo Faiello
- 2017 Li nipute de lu sinneco, regia di Pino Carbone
- 2017 Titanogonia per Prometheo, regia di Mariano Bauduin
- 2017 Cravattari, regia di Fortunato Calvino
- 2018 Fuoriscena, regia di Fortunato Calvino
- 2018 - 2019 Mary Poppins il Musical, regia di Federico Bellone
- 2021 Il Silenzio Grande, regia di Alessandro Gassmann
- 2023 Felicissima jurnata, uno spettacolo di Puteca Celidònia - drammaturgia e regia Emanuele D’Errico
- 2024 La musica dei ciechi di Raffaele Viviani, progetto e regia di Gigi Di Luca
- 2025 La riunione di condominio[17] - Tutti sotto lo stesso tetto - progetto Casa Surace - regia di Paolo Ruffini

## Filmografia

### Cinema

#### Lungometraggi
- Il camorrista, regia di Giuseppe Tornatore (1986)
- Ternosecco, regia di Giancarlo Giannini (1987)
- Man spricht deutsch, regia di Hanns Christian Müller (1988)
- Chiari di luna, regia di Lello Arena (1988)
- L'ultima scena, regia di Nino Russo (1989)
- A ruota libera, regia di Vincenzo Salemme (2000)
- Ribelli per caso, regia di Vincenzo Terracciano (2001)
- Volesse il cielo!, regia di Vincenzo Salemme (2002)
- N'gopp - Lasciatemi sognare, regia di Pablo Dammicco (2002)
- Il piacere di piacere, regia di Luca Verdone (2002)
- Il paradiso all'improvviso, regia di Leonardo Pieraccioni (2003)
- Casa Eden, regia di Fabio Bonzi (2004)
- Mistero e passione, regia di Edoardo De Angelis (2006)
- Seconda casa, episodio di I mostri oggi, regia di Enrico Oldoini (2009)
- Il sogno nel casello, regia di Bruno De Paola (2009)
- Perez., regia di Edoardo De Angelis (2014)
- Milionari, regia di Alessandro Piva (2014)
- A Napoli non piove mai, regia di Sergio Assisi (2015)
- Due euro l'ora, regia di Andrea D'Ambrosio (2016)
- Vieni a vivere a Napoli, regia di Guido Lombardi, Francesco Prisco e Edoardo De Angelis (2017)
- Ammore e malavita, regia dei Manetti Bros. (2017)
- Veleno, regia di Diego Olivares (2017)
- Una festa esagerata, regia di Vincenzo Salemme (2018)
- È stata la mano di Dio, regia di Paolo Sorrentino (2021)
- Bang Bank – L'occasione fa l'uomo morto, scritta, diretta e interpretata da I Ditelo Voi (2024)
- SottoCoperta, regia di Simona Cocozza (2024)
- La casa di Ninetta, regia di Lina Sastri (2024)

#### Cortometraggi
- In zona Cesarini, regia di Simona Cocozza

### Televisione
- Storie della camorra, regia di Paolo Gazzara (1978)
- Cantata di Napoli sul Presepe Cuciniello, regia di Bruno Garofalo (1992)
- La gatta Cenerentola, regia di Roberto De Simone (1999)
- Premiata pasticceria Bellavista, regia di Vincenzo Salemme (2000)
- Casa famiglia 2, regia di Riccardo Donna (2003)
- Un papà quasi perfetto, regia di Maurizio Dall'Orso (2003)
- La squadra 5, regia di Stefano Amatucci (2004)
- Capri 3, regia di Francesca Marra e Dario Acocella (2010)
- Impazienti, regia di Celeste Laudisio (2014)
- Non ti pago, regia di Edoardo De Angelis - film TV (2021)
- Se potessi dirti addio, regia di Simona Izzo e Ricky Tognazzi (2024)

## Discografia
- 1978 Canto Di Camorra / Nun Vedarraggio Maie (EMI) 45 giri - Sigla originale dello sceneggiato TV: "Storie della Camorra"
- 2006	Era di maggio - anamnesi digiacomiana
- 2009	Anema d''o munno
- 2021- Napoli è Mia  (Iod edizioni/Suonidelsud) - cd sulla memoria di Mia Martini - brano cantato da Antonella Morea – Cercando il sole

## Riconoscimenti
Premio Provincia di Savona - attrice non protagonista (1998)
Positano Teatro Festival – Premio Pistrice città di Positano (2013)
Premio Eduardo Nicolardi - Premio Eduardo Nicolardi (2013)
Social World Film Festival – Premio per l’impegno sociale attraverso i social network (2021)
Social World Film Festival – Premio per l’impegno sociale con il sorriso (2021)
Premio Festival Napoli Cultural Classic World - Attrice Sezione serie Web  (2022)
Pulcinella Film Fest Festival della commedia – Premio (2022)
Premio letterario “Il Candelaio” – Premio speciale Candelaio Giordano Bruno (2023)
Premio UBU – nomination Attrice o performer per Felicissima Jurnata (2023)
Premio internazionale di poesia “Fratelli De Filippo” - Premio alla carriera (2024)
Premio Per Sempre Scugnizzo - Premio per lo spettacolo (2025)